# 夜空 (五木ひろしの曲)
「夜空」（よぞら）は、1973年10月に発売された五木ひろしのシングルである。「あなたの灯」から4作ぶりのオリコンでのBEST10入りとなった。

## 解説
本曲は1973年12月に日本レコード大賞を受賞した。しかし同年末の日本歌謡大賞や第24回NHK紅白歌合戦では、「ふるさと」の方が歌われ、「夜空」は披露されなかった。五木によるとこれは歌謡大賞を沢田研二の「危険なふたり」が取ったので、レコード会社が急きょレコ大に向けて勝負曲を「夜空」に切り替えたためとしている。日本レコード大賞受賞曲が『NHK紅白歌合戦』で歌唱されなかったのは、この時が初めてであった。なお「夜空」は、五木のデビュー35周年記念として、1999年末の『第50回NHK紅白歌合戦』で紅白初披露された。さらに、2017年末の『第68回NHK紅白歌合戦』では、同年7月に79歳で他界した作曲家・平尾昌晃への追悼を込めて、紅白にて18年振り2回目の歌唱となった。
1986年8月中旬までのシングルの累計出荷枚数は81.0万枚（徳間ジャパン調べ）で、同時点で五木のシングルとしては歴代5位のヒットとなっている（デュエット曲を除く）。
本曲が発売された頃からハンドマイクが普及し、五木の特徴である「ボクシングの構えを模した振り付け」が行われるようになった。また台湾でもヒットしたが、同地では作曲者が平尾昌晃ではなく「日本国」とされている。
2008年に米国出身の演歌歌手ジェロがアルバム『COVERS』でカバーしている。マレーシアでは張少林によって『情茫茫』のタイトルで客家語カバーされている。またシンガポールでは黃清元によって同タイトルでカバーされている。
フジテレビの『ものまね王座決定戦』で清水アキラが「五木～五木ひろしだよ」とものまねをしていた。

## 収録曲
- 両楽曲共に、作詞：山口洋子／作曲：平尾昌晃／編曲：竜崎孝路

1. 夜空（3分1秒）
2. テール・ランプ（3分37秒）

## 価格
- 発売当時の値段は500円

## カバー
- 角川博（2023年、シングル「大阪とおり雨」カップリング曲）
- おかゆ（2023年、アルバム『おかゆウタ カバーソングス３』収録